# Мазурики
Мазурики — страва української кухні, різновид котлети зфаршу індички з додаванням сиру та вершкового масла. Готові вироби за формою схожі на ковбаски, або січеники.

## Приготування
М'ясо індички пропустити крізь м'ясорубку. До фаршу додати яйця, тертий сир, розтоплене вершкове масло, молоко, сіль та перець. Добре розмісити і сформувати невеликі ковбаски, обваляти їх в панірувальних сухарях, або борошні, після чого засмажити на вершковому маслі. Готову страву посипати подрібненим часником.

### Інгредієнти
Для приготування мазуриків необхідно:
- м'ясо індички — 1 кілограм;
- яйця — 5 шт.;
- тертий сир — 50 грамів;
- вершкове масло — 100 грамів;
- молоко — 50 грамів;
- часник — 50 грамів;
- сіль, перець — за смаком
- панірувальні сухарі;
- вершкове масло (для смаження) — 100 грамів.